# 小字

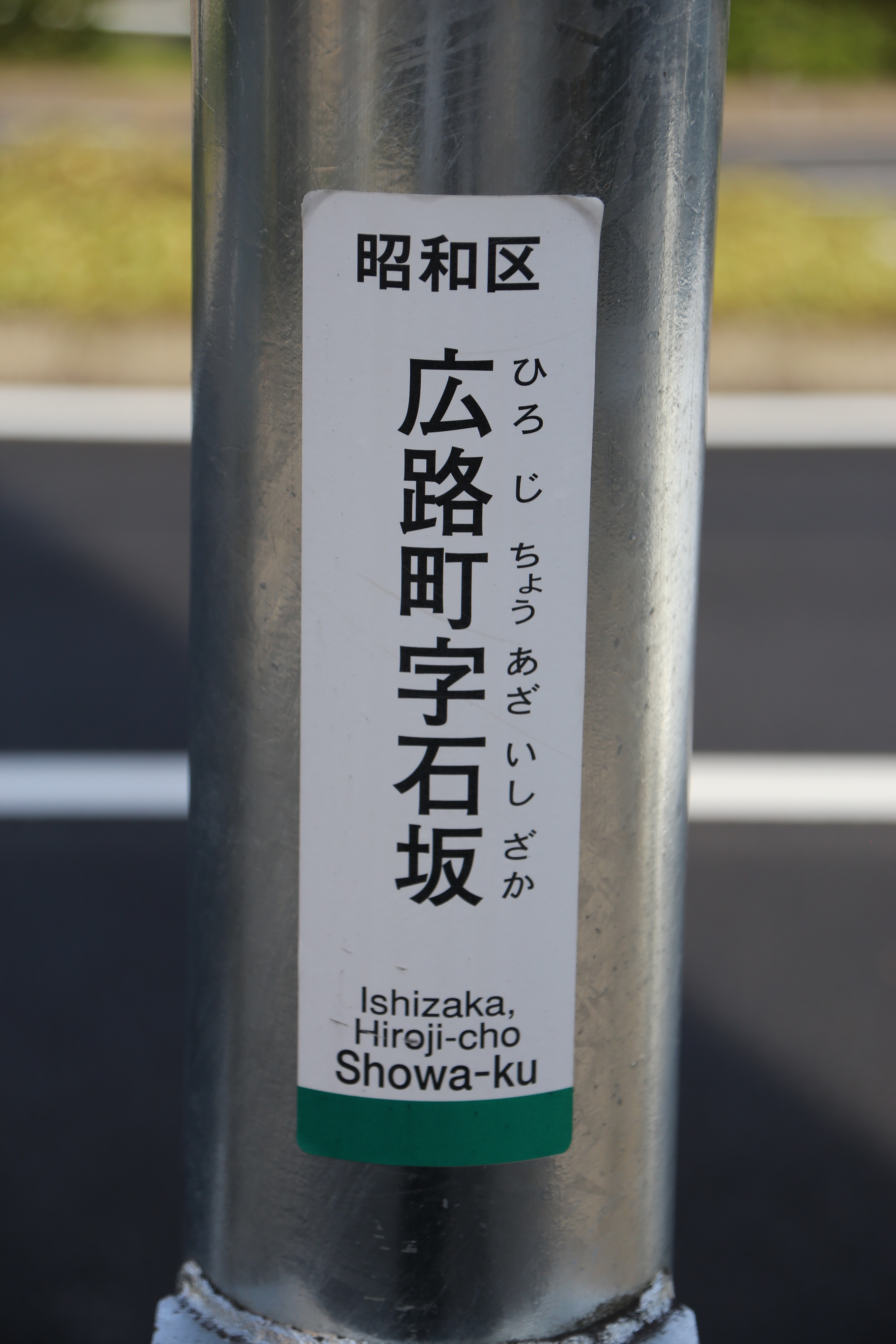
小字が使用されている住所の例（名古屋市昭和区広路町）。「石坂」の部分が小字にあたる。

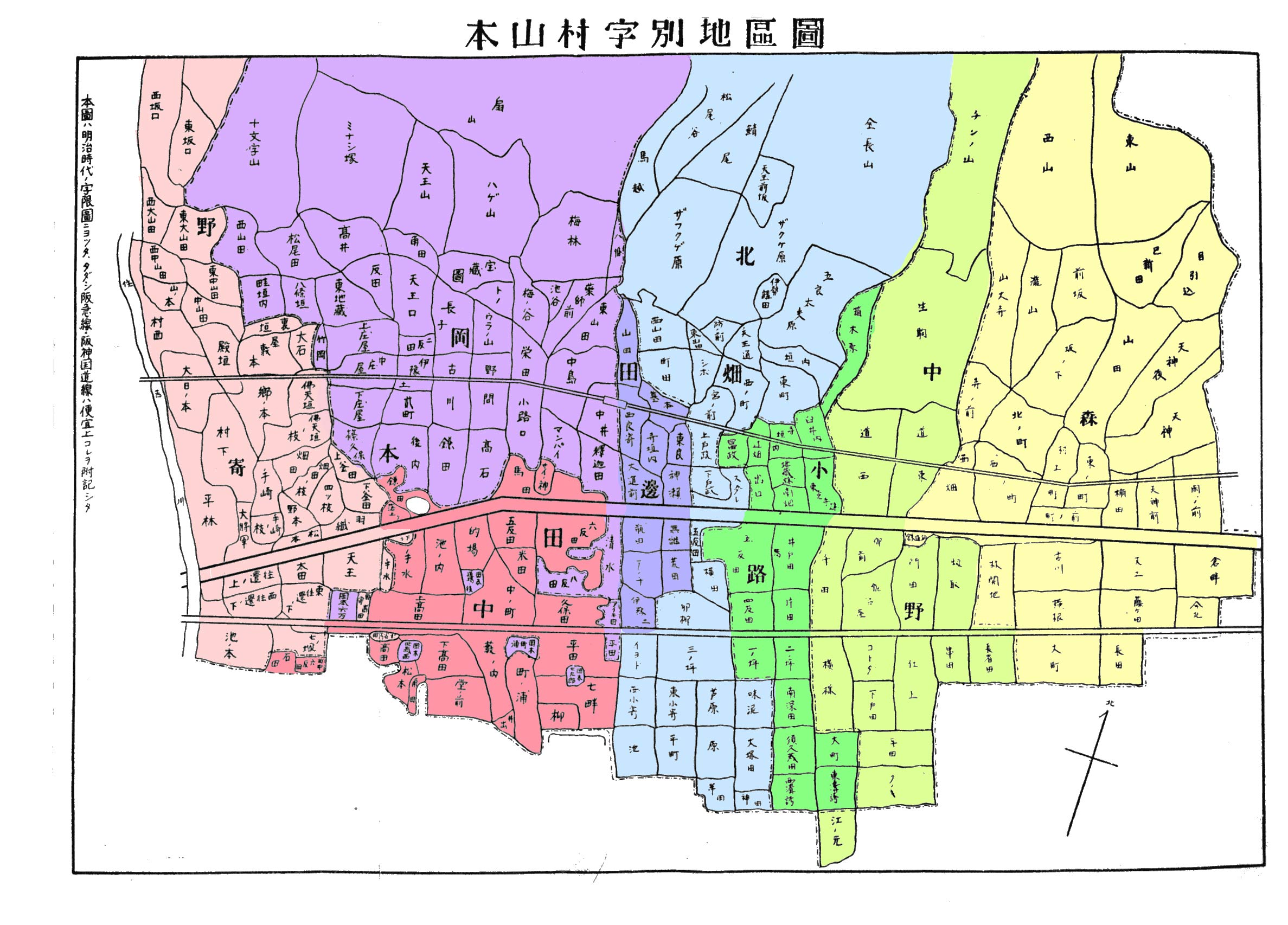
兵庫県武庫郡本山村（現在の神戸市東灘区の一部）の字別地区図。大字ごとに着色。

小字（こあざ）とは、市区町村や大字の下に置かれる小規模な行政区画。小地名の一種。単に字（あざ）ともいう。一筆耕地が集合したものを指す。近代以降、耕地整理や町名整理に伴い小字は廃止される傾向にある。
近世からの村（藩政村）が、明治の市町村合併によって「大字」となり、これと旧来からの「字」を区別して「小字」と呼ぶようになった（レトロニム）。

## 概要
大字がその成り立ちから、おおむね地域共同体を単位としているのに対して、小字は田畑のような耕地、山林、採草地などといった経済的な土地のまとまりを単位とすることが多い。水津一朗は、小字名と用水名の合致例がみられることから、字が用水の統一体であり、用水に規制された耕作の統一体であったと推定している。
日本では、字は田畑・山林などの小名として平安時代の荘園文書にも見られたが、太閤検地以降制度的意味を持つようになった。所属する字は土地一筆ごとに記載され、字付帳によって字ごとに纏められ、名寄帳にも字名が記載された。字地名への言及は平安時代以後の文書に見られるが、太閤検地以後は普遍的に使用され、必要に応じて整理され記録されるようになり、近世における「村」に検地帳、水帳などに土地一筆毎の字が記された。
土地の権利関係を公示する不動産登記では、登記簿上の一筆ごとの土地を小字単位に整理し、さらにそれを大字単位で管理している。また住民基本台帳における住所の表記などに用いられる。

## 歴史
江戸時代には、村々（今の大字にあたる）を検地する際、検地帳1枚につき1つの小字をつけていたため検地の行われた年度によって小字の区域が変わっていることも多く、現在残っている小字名とかつての地名が一致するとは限らない。また当時の農民が通称していた地区名が起源であったりするため、文字表記が不明な場合も多く片仮名表記されることもある。
近世からの都市においては、都市住民（町人）による地縁組織として「町」が形成され、これが明治期に地方公共団体内の町となった。このように近世からの町を起源とする地域では、字（小字）が設定しない場合が多い。ただしこの「町」は、戦後の区画整理後における住所表記の単位となる町・丁目の範囲よりも一般に狭いもので、例えば住居表示を実施せず近世からの町の姿が残されている京都市中心部をみると、一つの町の区域が100メートルほどの通りの両側の範囲であることがわかる。
日本では、1889年（明治22年）頃の市制・町村制施行時、1944年（昭和19年）の戦時町村合併促進法施行時（戦後解消されたものも数多くあるが影響は残る）、1953年（昭和28年）の町村合併促進法および1956年（昭和31年）の新市町村建設促進法前後、そして平成11年（1999年）の地方分権一括法の4つの時代に、多くの市町村合併が行われた。
大字とは、明治期の合併によって消滅した江戸時代からの村々の名称および区域を、そのままあらたな普通地方公共団体が引き継いだもので、小字とはその村々の中の細かい集落や耕地を指す地名である。

## 表記
表記の順序は、自治体名、大字、小字、番地の順に並ぶのが通常だが、例外も多い。
公的な住所や所在地の表記では、通常は「字」を冠し「字○○」と記すが、まれに「小字○○」と記す地域もある。また大字を廃して「○○町」の表記にした地域でも、小字を残している場合が多い。
「字」を冠しないものもあるが、これはおおむね以下の理由による。
字の表記を廃止する場合
「字○○」を「○○」という字（あざ）に変更する場合。この場合、地方自治法第260条第1項に基づき市町村長が当該市町村の議会の議決を経て定めることが必要となる。
字の表記を省略する場合
土地登記簿や住民基本台帳などにおける所在地・住所の公的な表記においては「字○○」であるものの、大字単位で地番が振られている場合は、郵便物の送付等の案内において略して表記されることもある。
なお「○○×丁目」という表記に対して「○○」が大字（または町）、「×丁目」が小字であるという解釈も見られるがほとんどの場合「○○×丁目」で一つの「町」である。「×丁目」が小字である場合もあるがまれである（例：愛知県岡崎市井田町字一丁目、同字三丁目、同字四丁目など）。

## 小字の廃止
都市部では、かつて小字が存在していても、区画整理事業や住居表示の導入によって小字は廃止されていることが多い（大字は住居表示実施後の町名に引き継がれることが多い）。小字の廃止の大きな理由としては、小字の境界線が複雑で必ずしも道で分けられていないことや、地番の付け方に決まりがなく土地丈量の順序につけられていることが挙げられ、住居表示の実施、町名・地番の整理によって廃止されるケースもある。また、旧村の飛び地がお互いに入り組んでいることも理由の一つである。
番地を小字の区域ごとに起番している地域では地番の識別に小字が必要であるが、大字の区域ごとに起番している地域では地番の識別に小字を必要としないことから、小字が存在していても行政上廃止していることが多い。前者の地域の場合、新郵便番号制度においては大字に対して郵便番号を振ることが基本とされており、新型区分機では郵便番号+番地をバーコードとして郵便物に印字していることから、同じバーコードでも別の宛先となる例が生じる。一方で稀に小字が新設される例もある。

## 小字の名称の変更
小字を住所の表記に使用する市町村では、市制施行などに伴い、小字の名称の変更が行われることがある。
2010年（平成22年）1月4日に市制を施行した愛知県みよし市では、市制施行を機に、市内に400以上ある小字のうち、次のとおり字の名称を変更した。
- 大字西一色 字村（むら）→西一色町 中（なか）
- 大字明知 字芋相（いもそう）→明知町 美並（みなみ）
- 大字明知 字芋田（いもだ）→明知町 豊（ゆたか）

2014年（平成26年）1月1日に市制を施行した岩手県滝沢市では、市制施行を機に、市内に200近くある小字のうち、次のとおり字の名称を変更した。
- 篠木 字地獄沢（じごくざわ）→篠木 外山（そとやま）
- 大釜 字埖溜（ごみたまり）→大釜 大清水東（おおしみずひがし）

## 小字に関する論考
明治以降に字名が整理された地域は多いが、桑原公徳は「小地名とはいえ、字名は貴重な文化財であるから、その保存につとめるとともに、消滅した字名は収集し、記録に残しておくことが必要である」と述べている。
また今尾恵介によれば、明治時代に整理された小字の中には、番号・仮名・十干・十二支など、固有名詞でない字名となった地域も存在するという。